# 克斯希尔派
克斯希尔派（Kshirpai），是印度西孟加拉邦Medinipur县的一个城镇。总人口14545（2001年）。

## 人口
该地2001年总人口14545人，其中男性7429人，女性7116人；0—6岁人口1837人，其中男945人，女892人；识字率67.05%，其中男性为74.40%，女性为59.39%。